# 佳冬庄

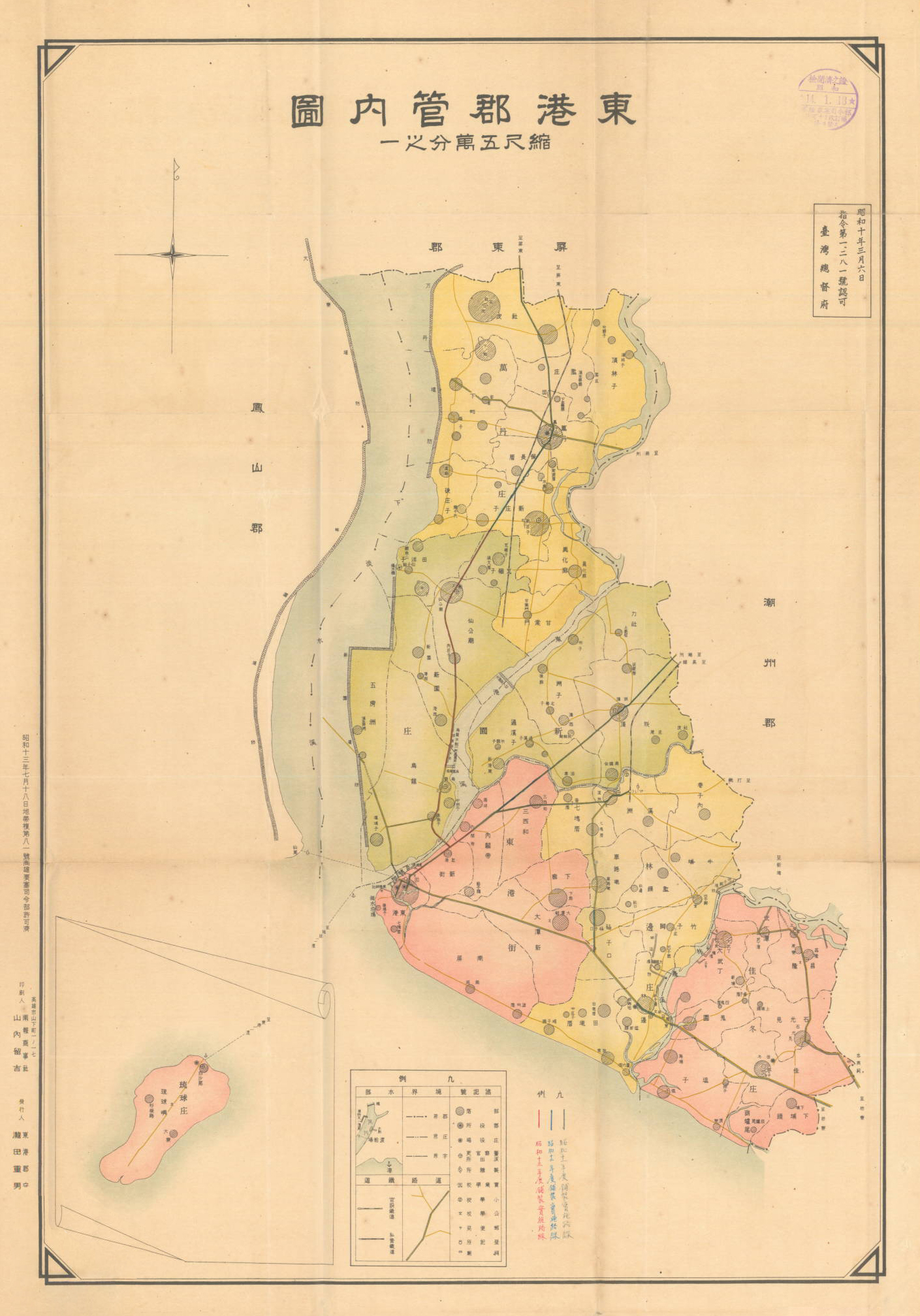
東港郡管內圖

佳冬庄為臺灣日治時期1920年至1945年間存在之行政區，轄屬高雄州東港郡。今屏東縣佳冬鄉。

## 行政區劃
佳冬地區在清代屬港東中里、港東下里，在1897年5月分別隸屬於「鳳山縣東港、枋藔辨務署」。1898年6月18日，鳳山縣併入「臺南縣」，而枋藔辨務署被併入東港辨務署。1900年11月15日，佳冬地區分為「茄苳腳區、林仔邊區」。1901年11月11日，臺灣的行政區劃改為二十廳，臺南縣被裁撤，阿猴、東港辨務署合併為阿猴廳，佳冬地區隸屬於「阿猴廳東港支廳」。1904年4月13日，阿猴廳將原有街庄整併。1905年3月，阿猴廳改稱「阿緱廳」。佳冬地區在1910年的劃分如下：
- 茄苳腳區
  - 港東中里：茄苳脚庄、葫爐尾庄、塭仔庄、羗園庄、大武丁庄、武丁潭庄、昌隆庄、石光見庄
  - 港東下里：下埔頭庄

1920年10月1日，原堡里鄉澚之行政區廢除，街庄社改為大字，「茄苳脚」改稱「佳冬」，而上述街庄合併為高雄州東港郡佳冬庄，轄域內分為佳冬、葫爐尾、塭子、羗園、大武丁、武丁潭、昌隆、石光見、下埔頭等9個大字。
二戰後，佳冬庄改為高雄縣東港區佳冬鄉。1950年10月1日，改為「屏東縣佳冬鄉」。
| 1900年   | 1900年   | 1900年                                       | 1920年 | 1920年 | 現在   |
| 堡里     | 區       | 街庄社                                       | 街庄   | 大字   | 鄉鎮   |
| -------- | -------- | -------------------------------------------- | ------ | ------ | ------ |
| 港東中里 | 林仔邊區 | 塭仔庄、頂藔庄、洲仔庄、海埔庄               | 佳冬庄 | 塭子   | 佳冬鄉 |
| 港東中里 | 林仔邊區 | 番仔藔庄、四塊厝庄、羌園庄                   | 佳冬庄 | 羗園   | 佳冬鄉 |
| 港東中里 | 林仔邊區 | 大武丁庄、田藔庄、新埔庄、臺斗店庄、五塊厝庄 | 佳冬庄 | 大武丁 | 佳冬鄉 |
| 港東中里 | 茄苳腳區 | 茄苳腳庄                                     | 佳冬庄 | 佳冬   | 佳冬鄉 |
| 港東中里 | 茄苳腳區 | 葫爐尾庄                                     | 佳冬庄 | 葫爐尾 | 佳冬鄉 |
| 港東中里 | 茄苳腳區 | 武丁潭庄、蕃社庄                             | 佳冬庄 | 武丁潭 | 佳冬鄉 |
| 港東中里 | 茄苳腳區 | 昌隆庄、泉水溝庄、三間屋庄、菜藔庄、東勢庄   | 佳冬庄 | 昌隆   | 佳冬鄉 |
| 港東中里 | 茄苳腳區 | 石光見庄、半見庄、上埔頭庄、鍾家藔庄         | 佳冬庄 | 石光見 | 佳冬鄉 |
| 港東下里 | 茄苳腳區 | 下埔頭庄                                     | 佳冬庄 | 下埔頭 | 佳冬鄉 |

## 區、庄長
- 茄苳腳區長
  - 楊正邦：1910年
  - 羅金祥：1912~1918年
  - 蕭恩鄉：1919~1920年
- 佳冬庄長
  - 蕭恩鄉：1920~1945年[5]

## 設施

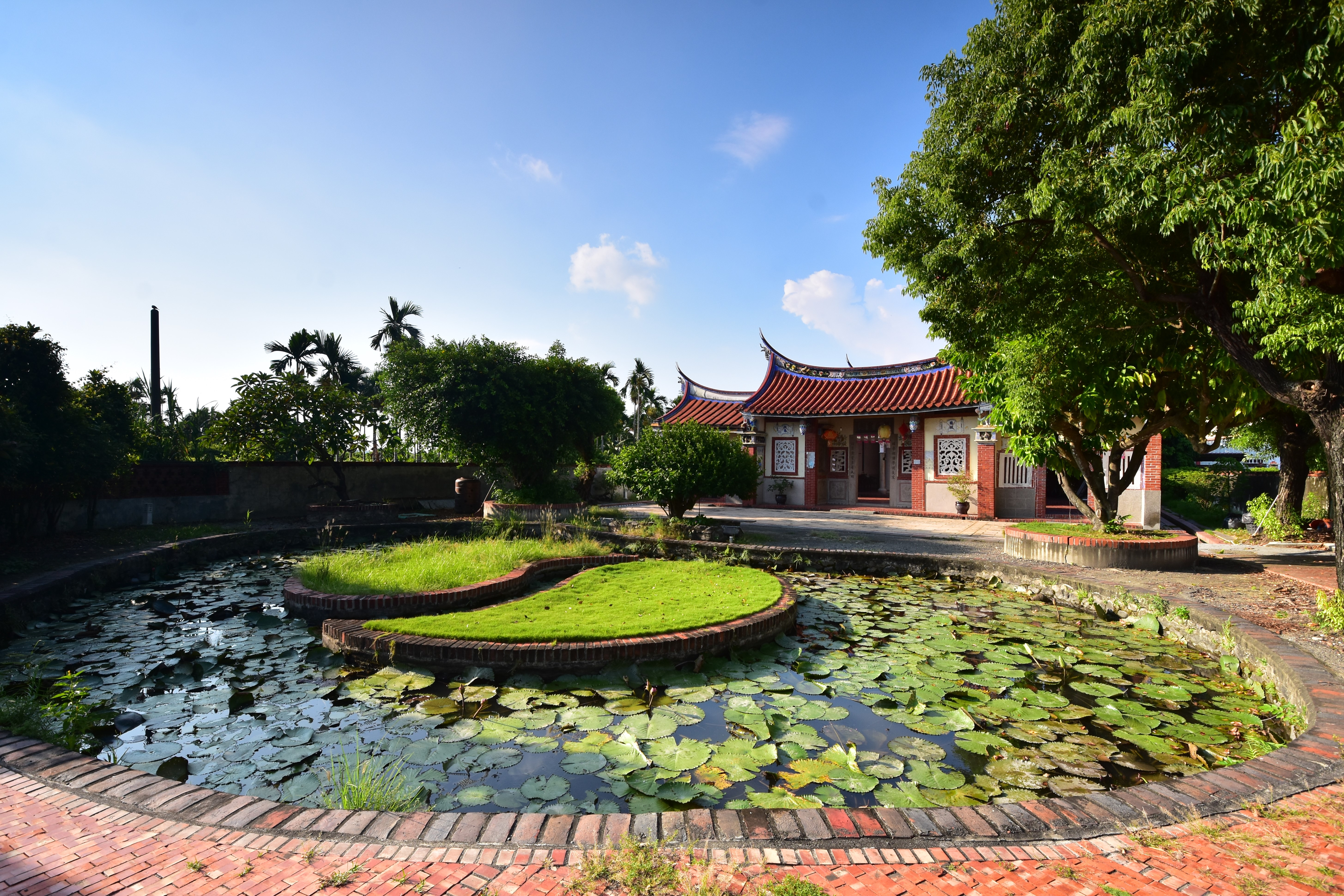
佳冬楊氏宗祠

- 佳冬庄役場
- 東港郵便局佳冬出張所
- 佳冬農業專修學校（今佳冬高農）
- 佳冬公學校→佳冬國民學校（今佳冬國小）
- 昌隆公學校→昌隆國民學校（今昌隆國小）
- 佳冬信用組合（今佳冬鄉農會）
- 佳冬水利組合
- 鐵道潮州線佳冬驛
- 佳冬飛行場
- 佳冬神社
- 佳冬公會堂
- 佳冬忠魂碑（1925年建，紀念步月樓戰役）[6]